# مهارات اللغة
مهارات اللغة (تُعرف أيضًا باسم مهارات اللغة الإنجليزية (ELA) ويقصد بها دراسة وتحسين مهارات اللغة. وقد جرت العادة على أن التقسيمات الأولية في مهارات اللغة هي الأدب واللغة، حيث تشير اللغة في هذه الحالة إلى كل من اللغويات واللغات المحددة. وتعليم مهارات اللغة عادةً يتكون من مزيج من القراءة والكتابة (الإنشاء) والتحدث والاستماع. في المدارس، يتم تدريس مهارات اللغة جنبًا إلى جنب مع العلوم والرياضيات والدراسات الاجتماعية.

## مهارةالقراءة
القراءة، بحكم تعريفها، هي قدرة ومعرفة اللغة التي تسمح بالفهم عن طريق استيعاب معنى الأحرف المكتوبة أو المطبوعة أو الكلمات أو الجمل. وتتضمن القراءة مجموعة واسعة من النصوص المطبوعة وغير المطبوعة والتي تساعد القارئ على فهم المواد التي يتم قراءتها. كما أن قراءة النصوص التي غالبًا ما يتم تضمينها في المناهج التعليمية تحوي أعمالًا منها الخيالية والواقعية والكلاسيكية وأيضًا المعاصرة. مهارة القراءة تتجاوز عملية استدعاء الكلمات لتصل إلى فهم المعلومات المقدمة في سياق مكتوب أو مرئي.

## مهارة الكتابة (الإنشاء)
وتُعرَّف الكتابة بأنها مزيج من أجزاء أو عناصر منفصلة لتشكل مجتمعةً كُلاً واحدًا وطريقة الجمع بين هذه العناصر أو ربطها. فيما يلي أمثلة على التأليف في مهارات اللغة:
- مهارة أو عمل تأليف عمل أدبي (مثل الروايات والخطب والقصائد)
- مقالة قصيرة، خاصة واحدة مكتوبة كتمرين أكاديمي المقال عبارة عن تركيبة أدبية قصيرة حول موضوع معين أو موضوع معين، وعادة ما يكون في النثر والتحليل بشكل عام أو المضاربة أو التفسيرية.

هناك العديد من أنواع المقالات القصيرة، بما في ذلك:
- مقالة من خمس فقرات
- مقال جدلي
- السبب والنتيجة مقال
- مقال مقارن
- مقالات السرد
- مقالات المعرض
- مقالات مقنعة
- مقالات الكتابة الفنية
- مقالات البحث
- كتب
- المقالات القصيرة
- قصائد

## مهارة التحدث
الخطاب والتبليغ المباشر غالبًا ما يعتبرا مكونين رئيسيين لبرامج مهارات اللغة. وهذا يمكن أن يشمل التأدية الدرامية، وإلقاء الخطب، والأداء الشفوي للشعر، وما شابه ذلك. فالتحدث يعتبر طريقة قَيِّمة لتعزيز مفاهيم الإقناع، وتطوير المهارات اللغوية.